# Pueblo Viejo, Morelia
Pueblo Viejo är en ort i Mexiko.   Den ligger i kommunen Morelia och delstaten Michoacán de Ocampo, i den södra delen av landet, 220 km väster om huvudstaden Mexico City. Pueblo Viejo ligger 2 078 meter över havet och antalet invånare är 201.
Terrängen runt Pueblo Viejo är kuperad. Runt Pueblo Viejo är det tätbefolkat, med 493 invånare per kvadratkilometer. Närmaste större samhälle är Morelia, 14,2 km nordost om Pueblo Viejo. I omgivningarna runt Pueblo Viejo växer huvudsakligen savannskog.